# Lidgerwood
Lidgerwood est une ville située dans le comté de Richland, dans l’État du Dakota du Nord, aux États-Unis. Sa population s’élevait à 652 habitants lors du recensement de 2010, estimée à 628 habitants en 2016.

## Démographie
| Groupe            | Lidgerwood | Dakota du Nord | États-Unis |
| ----------------- | ---------- | -------------- | ---------- |
| Blancs            | 97,6       | 90,0           | 72,4       |
| Amérindiens       | 2,0        | 5,4            | 0,9        |
| Métis             | 0,5        | 1,8            | 2,9        |
| Autres            | 0          | 2,8            | 23,8       |
| Total             | 100        | 100            | 100        |
|                   |            |                |            |
| Latino-Américains | 0,9        | 2,0            | 16,7       |

Selon l'American Community Survey, pour la période 2011-2015, 96,47 % de la population âgée de plus de 5 ans déclare parler l'anglais à la maison, 0,61 % déclare parler le grec et 2,0 % une autre langue.
| 1900 | 1910  | 1920  | 1930  | 1940  | 1950  |
| ---- | ----- | ----- | ----- | ----- | ----- |
| 585  | 1 019 | 1 065 | 1 029 | 1 042 | 1 147 |

| 1960  | 1970  | 1980 | 1990 | 2000 | 2010 |
| ----- | ----- | ---- | ---- | ---- | ---- |
| 1 081 | 1 000 | 971  | 799  | 738  | 652  |

## Source
- (en) Cet article est partiellement ou en totalité issu de l’article de Wikipédia en anglais intitulé « Lidgerwood, North Dakota » (voir la liste des auteurs).